# Regione di Suwałki

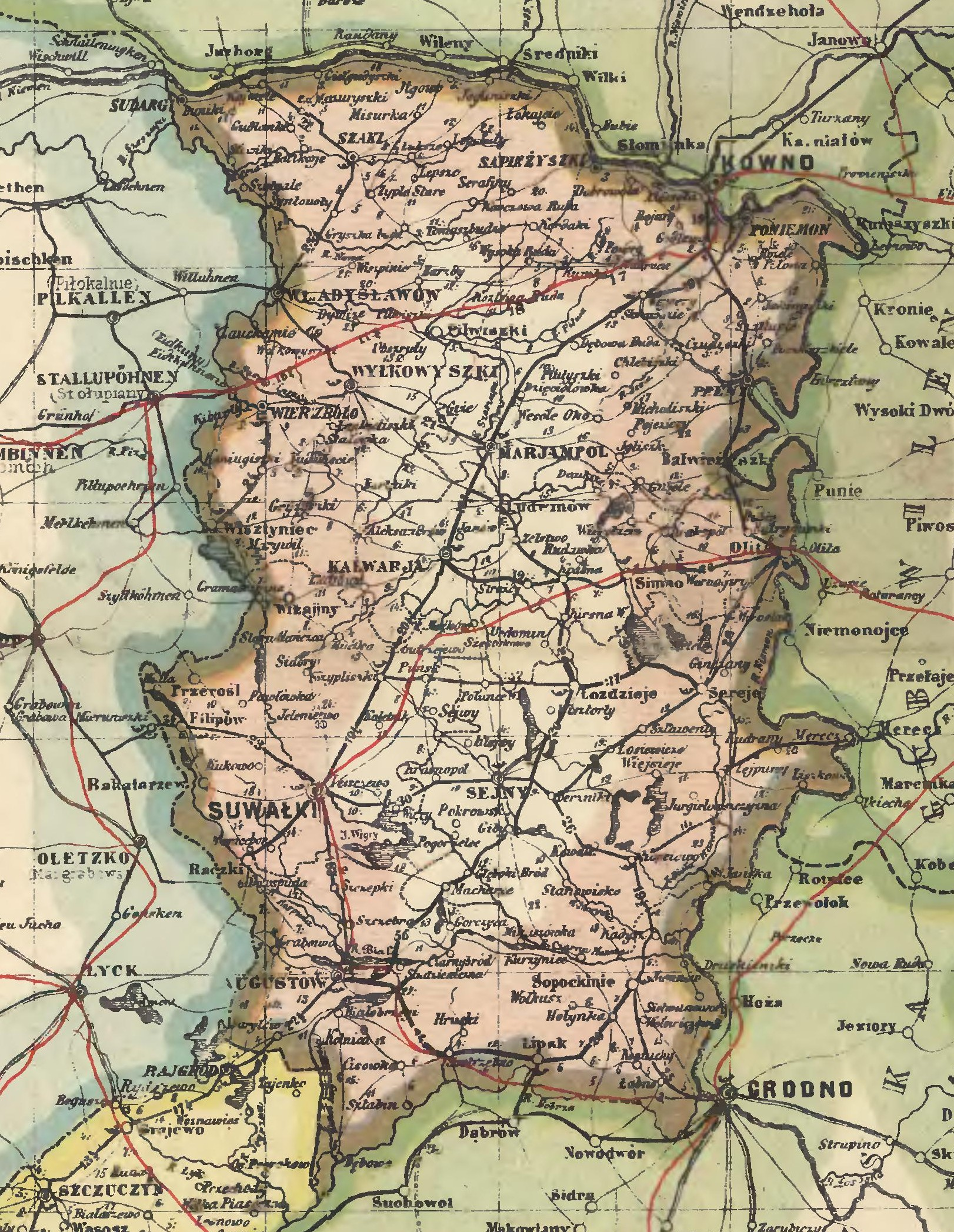
Il Governatorato di Suwalki nel 1911

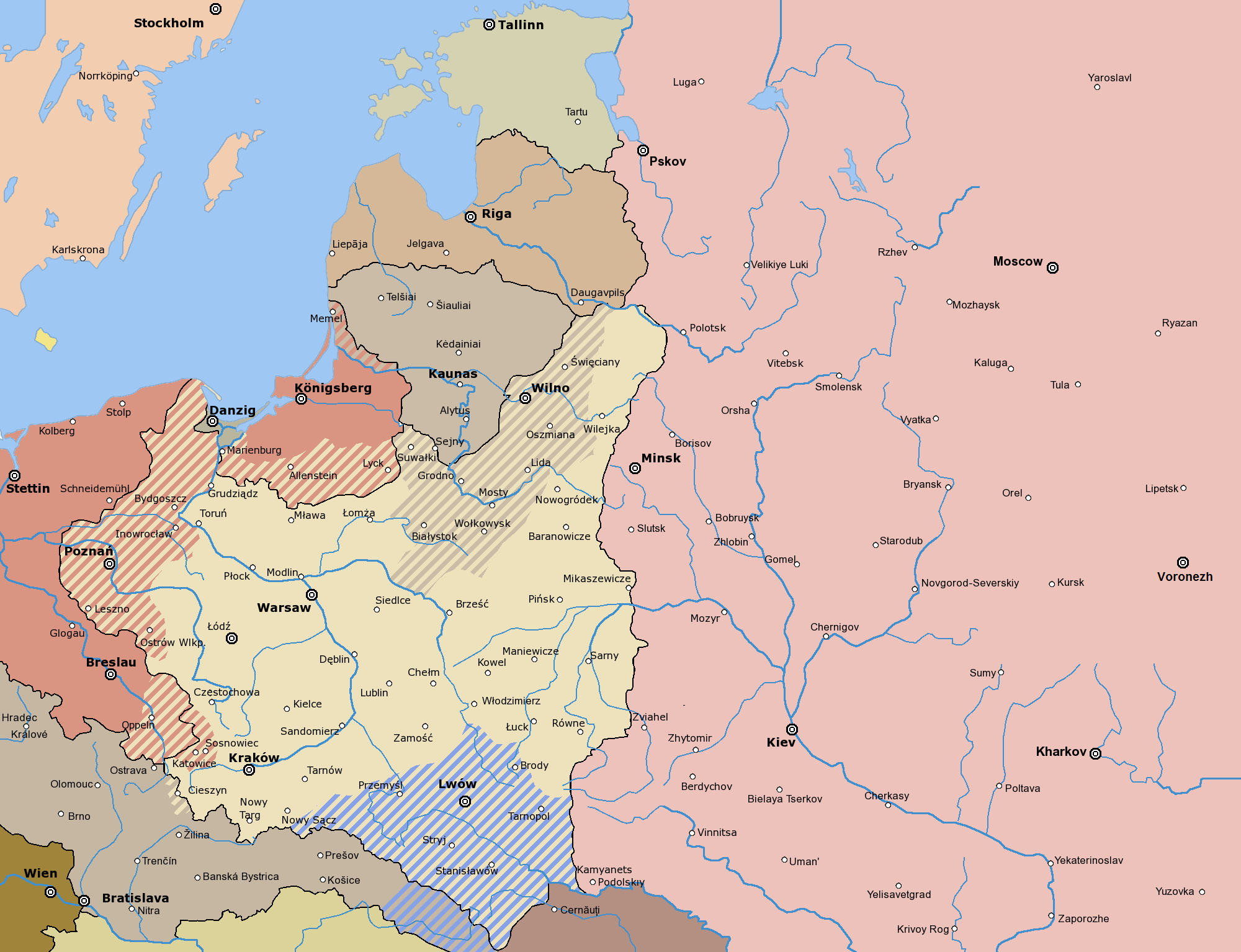
Cartina che mostra le aree richieste dalla Lituania alla Polonia e alla Germania, così come le aree disputate tra la Polonia e la Germania dopo la Grande Guerra.

La regione di Suwałki (in lituano: Suvalkų kraštas) è una regione ove c'è la città di Suwałki, nella Polonia nord-orientale, ed è parte della regione storica della Sudovia.

## Storia
Storicamente, la regione di Suwałki fu abitata dai Sudoviani, un popolo baltico estinto sterminato dai lituani, dai polacchi e dall'Ordine Teutonico nel XIV secolo. In seguito, la regione divenne parte del Granducato di Lituania fino alla Terza spartizione della Polonia del 1795. Fino al 1807 fece parte del Regno di Prussia, poi, dal 1807 al 1815, del Ducato di Varsavia e fino al 1915 del Regno del Congresso. Sudovia è oggi il nome di una delle regioni etnografiche della Lituania, a quei tempi associata con il Governatorato di Suwałki del Regno del Congresso. Nel 1918 tutta l'area dell'ex Governatorato fu reclamata dalla Repubblica della Lituania, ma la Polonia insistette nel dividere l'area lungo le linee etniche, il che lasciò la regione di Suwałki nel lato polacco, nonostante ci fosse una maggioranza lituana intorno alle città di Sejny e Puńsk nella parte nord-orientale della regione.
La maggior parte dell'area fu per un breve periodo controllata dalle forze lituane nel periodo 1919 - 1920, durante la guerra sovietico-polacca. Nel 1920 il Maresciallo Ferdinand Foch propose l'annessione dell'area alla Polonia e la proposta fu accettata dalla Conferenza di Pace di Parigi del 1919 e dopo la guerra polacco-lituana; le forze lituane si ritirarono dall'area e la Polonia riottenne il suo controllo.
Il governo lituano reclamò i diritti sulla regione basandosi sul trattato di pace del 1920 con la Russia bolscevica, che aveva delimitato il possesso fino a Štabinas, mentre i confini fino alla provincia tedesca della Prussia Orientale non furono definiti. Le autorità lituane proposero una ridefinizione del confine, ma la proposta fu rifiutata.
Nonostante il fatto che una parte delle aree disputate non erano mai state sotto il controllo lituano, le autorità lituane sostennero che la divisione amministrativa che consisteva di tre apskritys, o unità di divisione amministratriva, erano state illegalmente occupate dalla Polonia. Queste zone includevano l'Apskritis di Augustavo con capoluogo a Augustów, quello di Suvalkų con capoluogo Suwałki e quello di Seinų con capoluogo a Sejny. Le unità sopra menzionate erano corrispondenti all'incirca alle attuali divisioni amministrative dell'area (distretti di Augustów, Suwałki e Sejny, nel Voivodato di Białystok in Polonia). L'ultima unità di divisione era parte di una regione storica maggiore, parti della quale vennero lasciate alla Lituania insieme alla città di Lazdijai.
Nonostante le richieste lituane, l'area fu poi annessa dalla Germania nazista nel 1939 e unita alla Prussia Orientale. Dopo la seconda guerra mondiale, fu restituita alla Polonia. La RSS Lituana, stato successore della Repubblica di Lituania, annessa dall'Unione Sovietica nel 1940, rinunciò alle sue rivendicazioni sull'area; ciò fu poi accettato dalle autorità della Lituania indipendente.
Secondo il censimento polacco del 2002, c'erano 5.846 lituani abitanti in Polonia, di cui gran parte abitanti nella regione di Suwałki. Nell'area ci sono anche scuole lituane e società culturali lituane; nel comune di Puńsk si parla correntemente la lingua lituana negli uffici pubblici.

## Geografia fisica

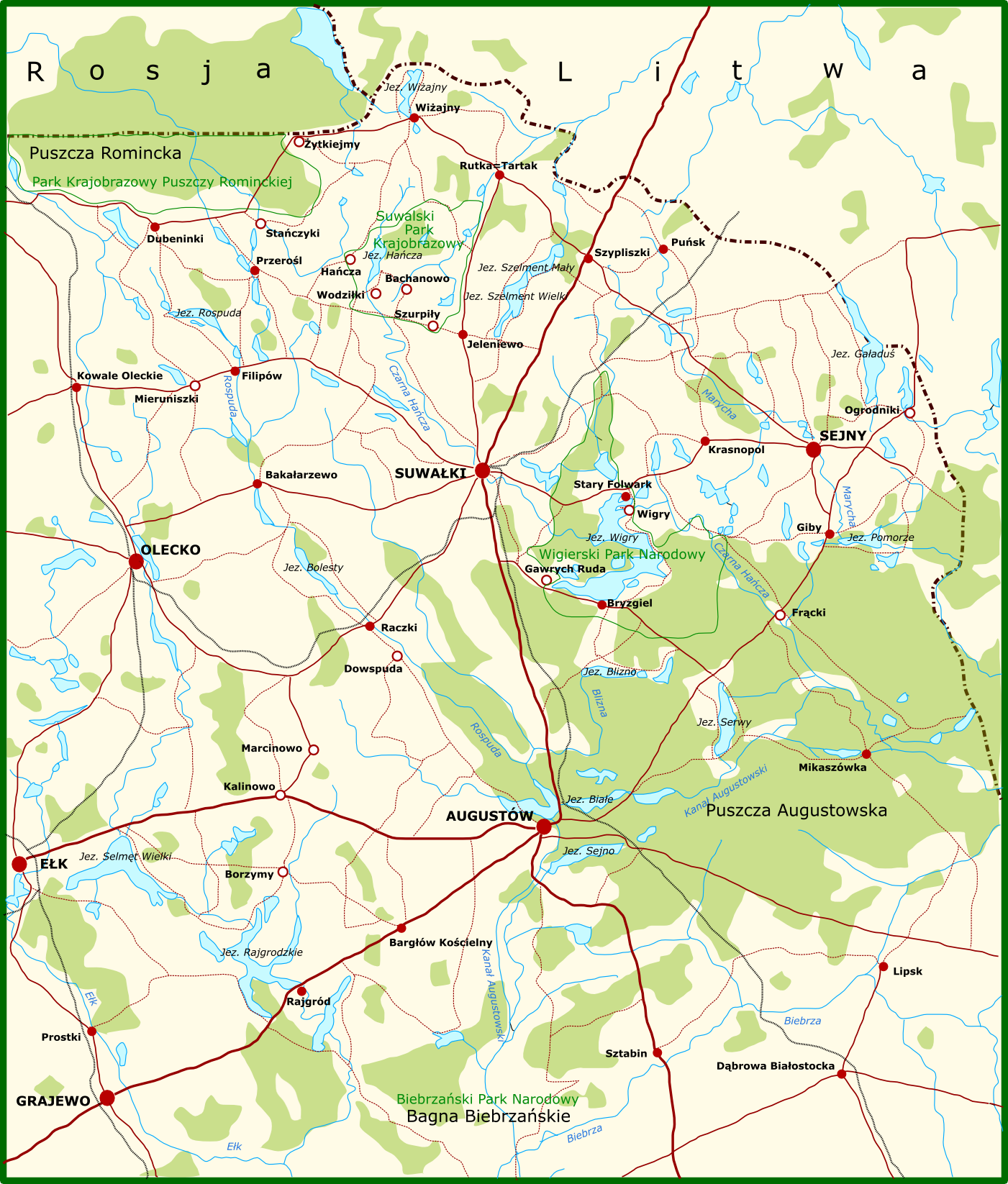
Mappa della regione di Suwałki in cui sono indicate città, strade e aree rurali

La regione di Suwałki è formata da diversi laghi e spazi verdi. È inoltre, dal punto di vista economico, una delle regioni  più sottosviluppate della Polonia.
Principali insediamenti:
- Augustów
- Suwałki
- Sejny

Foreste:
- Foresta Augustów Primeval
- Foresta di Romincka

Laghi:
- Hańcza
- Wigry
- Kojle

Parchi:
- Parco Nazionale di Biebrza
- Parco Paesaggistico della Foresta di Romincka
- Parco Paesaggistico di Suwałki
- Parco Nazionale di Wigry